# Gelbwangenwühlmaus

Grobe Skizze des Verbreitungsgebiets

Die Gelbwangenwühlmaus (Microtus xanthognathus) ist ein in Nordamerika verbreitetes Nagetier in der Gattung der Feldmäuse. Die Art ist nahe mit der Richardson-Wühlmaus (Microtus richardsoni) verwandt, jedoch nicht mit der Gelbnasigen Wühlmaus (Microtus chrotorrhinus), wie früher vermutet wurde.

## Merkmale
Wie der deutsche Name andeutet, ist die Art durch oranges bis gelbes Fell an der Schnauze gekennzeichnet. Sie ist ohne Schwanz 141 bis 173 mm lang, die Schwanzlänge beträgt 45 bis 53 mm und das Gewicht liegt bei 140 bis 170 g. Es sind 24 bis 27 mm lange Hinterfüße vorhanden. Im sepiabraunen Fell der Oberseite, das eine gelbliche Tönung aufweist, sind borstige schwarze Haare eingemischt. Auf der Unterseite ist rauchgraues Fell vorhanden. Jungtiere besitzen dunkelgraues Fell. Der diploide Chromosomensatz enthält 54 Chromosomen.

## Verbreitung
Das Verbreitungsgebiet reicht von Alaska über die Nordwest-Territorien bis nach British Columbia und zur südwestlichen Hudson Bay in Kanada. Die Gelbwangenwühlmaus lebt in offenen Wäldern oft in der Nähe von Wasserläufen. Sie bevorzugt Regionen mit einer dicken Moosschicht. Typische Pflanzen im Revier sind Schachtelhalme, Weidenröschen und Schwarz-Fichte. Oft tritt die Art 5 bis 10 Jahre nach Waldbränden auf.

## Lebensweise
Die Exemplare graben Baue und werfen an den Eingängen Erdhaufen auf. Im Winter halten sich 5 bis 10 Individuen im Bau auf. Für diese Jahreszeit wird ein Vorrat an Rhizomen angelegt. Die Nahrung zwischen Frühjahr und Herbst besteht aus Gräsern, Schachtelhalmen, Flechten und Beeren.
Zwischen Mai und September kommen ein oder zwei Würfe mit 6 bis 13 Neugeborenen vor. Die Geburt erfolgt in den unterirdischen Kammern. Die Gelbwangenwühlmaus kann sich erst nach dem ersten Winter fortpflanzen. Männchen verteidigen ihr Revier und paaren sich mit mehreren Weibchen.

## Gefährdung
Die IUCN listet die Art als nicht gefährdet (least concern) aufgrund fehlender Bedrohungen und einer stabilen Gesamtpopulation.